# Копецкий, Леонтий Васильевич
Лео́нтий Васи́льевич Копе́цкий (Leontij Vasiljevič Kopeckij, 22 августа 1894 — 4 апреля 1976) — чехословацкий лексикограф.

## Биография
Сын военного священника Василия Яковлевича Копецкого. Учился в гимназии в Харькове. Затем окончил семинарию в Харькове. Поступил на историко-филологический факультет Петербургского университета, позднее перевелся в Харьковский университет.
Во время Первой мировой войны в армии. Во время Гражданской войны в Белой армии в Корниловском полку (в том же полку был и его брат Платон). В конце войны с полком был эвакуирован в Галлиполи.
Приехал в Чехословакию в 1923/1924 году. Приехав в Прагу, он поступил в Карлов университет, где закончил своё обучение и защитил в 1926 году диссертацию.
Доцент Торгового института (Vysoká škola obchodní) в Праге. Преподавал также в Карловом университете и Технологическом институте.
Был активным участником Пражского лингвистического кружка.
Умер в 1976 году от рака.

## Труды
- «К изучению языка и стиля русской сказки». 1927.
- «Из жизни языка социальных групп. (О языке тшебовских гимназистов)» 1929.
- «Абстрактные существительные, образованные от прилагательных в русском языке» (Abstrakta od adjektiv v ruštině). 1930.
- «Учебник русского языка для торговых академий» — Cvičebnice ruštiny pro obchodní akademie (1932—1933)
- «Русский язык для чехов» — Ruština pro Čechy (1934).
- «Теоретические основы изучения иностранных языков в торговых институтах» — Teoretické základy studia cizích jazyků na obchodních školách (1935).
- «Заметки о методике преподавания иностранных языков в чешских торговых институтах» — Úvaha o metodice cizojazyčného studia na českých obchodních školách (1939).
- «Русско-чешский словарь». 1937.
- «Большой русско-чешский словарь» — 6 томов. (1952—1964).
- «Школьный русско-чешский словарь» (1955).
- «Чешско-русский словарь» (1958 г. в соавт. с К. Горалеком)
- «Чешско-русский словарь». Государственное педагогическое издательство. 1976.
- Двуязычный словарь славянских языков (На материалах русско-чешского и чешско-русского словарей) // Вопросы языкознания, 1958. № 3. С. 76-89.